# Raninoides hendersoni
Raninoides hendersoni is een krabbensoort uit de familie van de Raninidae. De wetenschappelijke naam van de soort is voor het eerst geldig gepubliceerd in 1933 door Chopra.